# منافق (فلم 2016)
منافق (بالملايوية: Munafik) هو فيلم الرعب ماليزي خارق للطبيعة للعام 2016 من إخراج وكتابة شمسول يوسف. هذا الفيلم من بطولة شمسول يوسف. تم طرح الفيلم للجمهور في 25 فبراير 2016 في ماليزيا وفي 5 أكتوبر 2016 في إندونيسيا.

## طاقم العمل
- شمسول يوسف

## روابط خارجية
● منافق على موقع كلاسيك
- مقالات تستعمل روابط فنية بلا صلة مع ويكي بيانات